# Bernd Nielsen
Bernd Nielsen (* 13. September 1943; † 30. Juni 2003 in Neumünster-Einfeld) war ein deutscher Handballspieler.

## Werdegang
Bernd Nielsen wechselte zur Saison 1970/71 vom Kreisligisten SV Tungendorf zum Handball-Bundesligisten THW Kiel. Für die Zebras lief der 1,98 Meter große rechte Rückraumspieler bis 1976 in der ersten und zweiten Liga auf. Anschließend spielte er beim Bramstedter TS.
Später erkrankte Nielsen an den Nieren. Drei Wochen nach einem Herzinfarkt verstarb er 59-jährig am 30. Juni 2003 in seiner Wohnung im Neumünsteraner Stadtteil Einfeld.